# جیووانی باتیستا بوگاتی

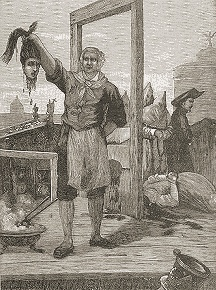
جیووانی باتیستا بوگاتی درحالی که سر یک زن اعدام شده را در دست گرفته‌است.

جووانی باتیستا بوگاتی (به انگلیسی: Giovanni Battista Bugatti؛ ۱۷۷۹–۱۸۶۹) جلاد رسمی ایالات کلیسا از سال ۱۷۹۶ تا ۱۸۶۴ بود. او نسبت به دیگر جلادان بیشترین مدت را در ایالات کلیسا خدمت کرد و به ماسترو تیتا ملقب بود، برگرفته از واژه رومی maestro di giustizia، به معنی ارباب عدالت. در سن ۸۵ سالگی توسط پاپ پیوس نهم با حقوق بازنشستگی ماهانه ۳۰ اسکودی بازنشسته شد.

## زندگی‌نامه
او در ۲۲ مارس ۱۷۹۶ در ۱۷ سالگی به عنوان جلاد استخدام و پس از ۶۸ سال خدمت، در سال ۱۸۶۸ بازنشسته شد. تا سال ۱۸۱۰ روش‌های اعدام عبارت بودند از بریدن سر با تبر، دار زدن یا وارد کردن ضربه به سر با کوبه یا تبرزین. اولین اعدام به وسیله گیوتین در سال ۱۸۱۶ اتفاق افتاد و پس از آن این روش اعدام مرسوم بود. بوگاتی در طول ۶۸ سالی که به عنوان جلاد رسمی کار می‌کرد، در مجموع ۵۱۴ اعدام انجام داد (بوگاتی در دفترچه یادداشت خود نام ۵۱۶ اعدامی را ذکر کرده بود، اما دو زندانی از آنها کم می‌شود، یکی به دلیل این که به او شلیک شد و دیگری به دلیل اعدام شدنش توسط آجودان).
بوگاتی فردی کوتاه قد، خوش‌اندام و همیشه خوش لباس توصیف شده‌است. او برای عبادت به کلیسای سانتا ماریا در تراسپونتینا می‌رفت. متأهل بود ولی بچه نداشت. بوگاتی و همسرش به عنوان کار پاره وقت چترهای نقاشی شده و سایر سوغاتی‌ها را به گردشگران می‌فروختند. او از اعدام‌های خود به عنوان عدالت و از محکومان به عنوان بیمار یاد کرد.
او نمی‌توانست محله تراسته‌وره را ترک کند مگر در زمانی که مأموریت رسمی داشت. ظاهراً این منع رفت و آمد برای محافظت از خودش در برابر انتقام بستگان اعدامی‌ها بود. هنگام عبور او از پل، به ساکنان رم اعلام می‌شد که اعدامی در شرف وقوع است و مردم برای تماشای این رویداد عمومی جمع می‌شدند.
یکی از اعدام‌های او، که در ۸ مارس ۱۸۴۵ انجام شد، توسط چارلز دیکنز در اثرش تصاویری از ایتالیا (۱۸۴۶) شرح داده شد.
لباس‌های آغشته به خون، تبرها و گیوتین‌های او در موزه جرم‌شناسی در ویا دل گانفالنو در رم به نمایش گذاشته شده‌است. گیوتین او با تیغه صاف و محل‌قرارگیری گردن وی شکل، ساختار منحصر به فردی دارد.